# Confiança Cega
Confiança Cega foi um reality show da SIC apresentado por Felipa Garnel. Três casais vivem dezasseis dias, sem contactarem, em casas separadas. 
Rodeados de amigos e amigas que estão ali para os seduzirem, têm só acesso a algumas imagens reais ou manipuladas do comportamento dos respectivos companheiros. 
Os participantes são permanentemente filmados, através das sessenta câmaras espalhadas pela antiga unidade hoteleira. Excepto os quartos e as casas de banho, onde apenas estão microfones, tudo o resto é filmado, e assim são suscitadas as dúvidas sobre uma eventual infidelidade entre parceiros. 
Os participantes não conseguem distinguir as situações verdadeiras das falsas, ou seja, têm de confiar cegamente no seu parceiro, que através de jogos, festas, sessões de ginástica, de massagens e muitas outras actividades vão sendo postos à prova. O programa foi transmitido na SIC, cinco minutos por dia e quarenta minutos aos domingos. 
Este reality show foi gravado no Hotel La Réserve, em Santa Bárbara de Nexe, no Algarve.

## Concorrentes
Os três pares participantes foram:
- Luciana e Alexandre
- Rute e Leonardo
- Yara e Pedro
- Mafalda e Francisco